# Anunnaki
Anun(n)a, Anun(n)aki (sum. Anun(n)a, akad. Anunnakū, Anunnaki) – określenie grupy „wielkich bogów” występujących w wierzeniach ludów Mezopotamii. Sumeryjscy Anunna powiązani byli ze stwarzaniem świata i wyznaczaniem losów ludzi i bogów. Akadyjscy Anunnaki posiadali więcej cech chtonicznych i występowali w roli sędziów świata podziemnego.

## Nazwa
W tekstach sumeryjskich znanych jest kilka wariantów zapisu nazwy tej grupy bogów: da-nun(-na), da-nun(-na)-ke4(-e)-ne czy da-nun-na-ke(-e)-ne. Niemal zawsze poprzedza tę nazwę determinatyw dingir, stawiany przed imionami boskimi, po którym następują słowa „a” (‘nasienie, potomek’) i „nun” (‘książę’), do których często dodawana jest końcówka dopełniacza (-k) i sufiks liczby mnogiej klasy osób (-ene). W jednej z inskrypcji Gudei, władcy Lagasz, pojawia się wyjątkowo zdwojona forma da-nun-na-da-nun-na („wszyscy bogowie Anuna”), której odpowiada najprawdopodobniej znaczeniowo forma dingir-dingir-a-nun-na spotykana w późniejszych tekstach starobabilońskich. Sama nazwa Anuna w swej tradycyjnej sumeryjskiej formie da-nun-na tłumaczona jest zazwyczaj jako „nasienie/potomstwo księcia” lub „(ci, którzy) z książęcego nasienia (są/pochodzą)”. Finkelstein wspomnianego tu „księcia” (nun) łączy z bogiem Enki z Eridu, którego w tekstach sumeryjskich określano tym właśnie epitetem. Nazwę miasta Enkiego, Eridu, zapisywano w formie NUNki, a jego małżonka nosiła imię ddam-gal-nun-na („wielka małżonka księcia”).
W zakadyzowanej formie Anunnak(k)ū nazwa tej grupy bogów trafiła do tekstów akadyjskich, co znalazło swoje odzwierciedlenie w babilońskiej liście bogów An = Anum, gdzie sumeryjska nazwa da-nun-na utożsamiona została z akadyjską nazwą dA-nun-na-ku. W tekstach poświadczone są też inne warianty tej nazwy, z początkową samogłoską „a” zmienioną na „e”: Enunnakū (w dopełniaczowej formie e-nu-na-ki) i skrócone Enukkū (w dopełniaczowej formie e-nu-uk-ki). Dietz Edzard postuluje też istnienie wariantu E/Anūnakū, gdyż, jego zdaniem, występowanie skróconej formy Enukkū wyjaśnić można jedynie asymilacją spółgłoskową morfemu -n(a)k- w -kk-, ale nigdy -nn(a)k- w -kk-. W tekstach akadyjskich nazwę tej grupy bogów zapisywano również za pomocą sumerogramów (dA.NUN, dA.NUN.NA, dA.NUN.NA.KE.E.NE) oraz przy pomocy formy kryptograficznej dgíš-u (60 x 10) wyrażającej wartość liczby 600.

## Źródła
Anunnaki występują głównie w literackich tekstach mitologicznych, eposach i hymnach z okresu od końca III tys. do połowy I tys. p.n.e.. Wczesne wzmianki o Anunnaki pojawiają się również w inskrypcjach królewskich: w inskrypcjach Gudei (Cylinder A i B) i w inskrypcjach władców z okresu Ur III i okresu starobabilońskiego. Anunnaki występują również w modlitwach, zaklęciach, tekstach rytualnych, listach leksykalnych, w listach omenów i w listach bogów umieszczonych w rytualnych pieśniach odgrywanych na instrumencie balag. Póki co znane są jedynie trzy teksty administracyjne wskazujące na składanie ofiar dla Anunnaki. Najpóźniejsze źródła wzmiankujące Anunnaki pochodzą z okresu seleukidzkiego. Nie są znane żadne przedstawienia ikonograficzne tej grupy bogów.

## Tytuły i hierarchia
W mitach sumeryjskich Anunnaki powstają wkrótce po rozłączeniu nieba i ziemi. Przedstawiani są jako potomstwo boga Anu (sum. An), w późniejszym okresie rolę ich ojca przyjmuje Marduk. Nie było ustalonej liczby Anunnaki. W tekstach źródłowych występują najczęściej jako grupa bogów, często określana jako „Wielcy Bogowie” (sum. da-nun-na dingir gal-gal-e-ne). Do Anunnaki zaliczano prawdopodobnie większość, jeśli nie wszystkich najważniejszych bogów. W przekazach mitycznych mowa jest niekiedy o siedmiu Anunnaki (mit o Atrahasisie, Zejście Inanny do Świata Podziemnego), ich skład jest jednak niepewny. W jednym micie Inanna jest określona jako „najbardziej porywcza między bogami Anunna”, w innym sama jest sądzona przez Anunnaki. Być może w niektórych tradycjach siódemka Anunnaki była tożsama z siódemką bogów „rozstrzygających losy”, w skład której wchodzili: An, Enlil, Enki, Ninhursag, Nanna, Utu i Inanna. Od okresu średniobabilońskiego wśród najpotężniejszych Anunnaki wymienia się Marduka, Damkinę, Nergala i Madanu. W jednym tekście mowa jest o „pięćdziesięciu Anunnaki z Eridu”, ich skład nie jest jednak opisany, a liczba jest raczej symboliczna. Liczba Anunnaki mogła też sięgać sześciuset: w Enuma elisz Marduk rozdzielił obowiązki pomiędzy trzystu Anunnaki „nieba” i trzystu Anunnaki „ziemi”.
W dwóch przypadkach Anunnaki zostali dookreśleni za pomocą toponimu jako „Anunnaki (miasta) Lagasz” i „Anunnaki (miasta) Eridu”. Poza tym w źródłach określani są także jako „Bogowie Losów” (sum. da-nun-na dingir nam-tar-re) i „bóstwa opiekuńcze wszystkich krajów” (sum. dlamma kur-kur-ra). Być może do Anunnaki odnosi się określenie „Bogowie Gór” (sum. dingir.hur.sag.gá).
Wielu bogów było określanych jako ci, którzy stali na czele Anunnaki. W zależności od tego, któremu bogu poświęcone były mit czy modlitwa, owe bóstwo często przedstawiano jako przywódcę Anunnaki – zabieg ten miał na celu podkreślenie potęgi bohatera danego utworu. Anu miał być ojcem Anunnaki, jak również ich władcą. Enlil i jego małżonka Sud mieli uprawnienie rozdzielania boskich praw me między Anunnaki, a sami Anunnaki byli członkami jego dworu. Enki był „przewodnikiem pośród bogów Anunna”, Gilgamesz – ich sędzią. W inskrypcji Sin-iddinama to bóg Utu jest tym, który „przewyższa Anunnaki”; według inskrypcji z okresu panowania Utu-hengala „królem Anunnaki” był Nanna, a w modlitwie do Aszura władcą Anunnaki jest sam Aszur. W micie o walkach Ninurty Anunnaki (podporządkowani Enlilowi) uciekają przed Ninurtą, który staje się „królem bogów Anunna”; odpowiednio w micie o Errze Anunnaki „drżą” przed Errą. W Enuma elisz Marduk co prawda wyznaczył zarząd nad Anunnaki bogu Anu, ale sam wydawał im bezpośrednie polecenia. W tekście mitologicznym z okresu nowoasyryjskiego Marduk poprowadził armię Anunnaki przeciwko świątyni Ninurty w Nippur; tekst jest poważnie uszkodzony, wydaje się jednak z niego wynikać, że ci Anunnaki byli w jakiejś zależności wobec bogów zaatakowanej świątyni. Niektóre teksty wręcz wydają się nie tyle uwypuklać potęgę innego bóstwa, co celowo umniejszać rangę samych Anunnaki.
Po okresie starobabilońskim Anunnaki zaczęto zestawiać w opozycji do innej grupy bogów: Igigi. Ich wzajemna relacja nie jest jasna. Jeszcze w starobabilońskim micie o Atrahasisie „Anunnaki nieba” zlecali Igigi wykonywanie ciężkiej pracy, z czasem jednak w tekstach to Igigi zaczęli być przedstawiani jako bogowie niebiańscy, podczas gdy Anunnaki nabierali cech chtonicznych. Burkhart Kienast zauważa jednak, że tylko nieliczne teksty podkreślają opozycję „niebiańscy Igigi – chtoniczni Anunnaki”, w większości zaś źródeł te określenia wydają się być raczej synonimiczne. Zwłaszcza w źródłach z I tys. p.n.e. paralelizm „Igigi – Anunnaki” mógł mieć charakter wyłącznie stylistyczny.

## Anunnaki jako bogowie niebiańscy
Anunnaki występują w źródłach zarówno jako bogowie niebiańscy, jak i chtoniczni. W mitach sumeryjskich Anunnaki razem z innymi bogami stwarzają świat i ludzi i ofiarowują ludziom pierwsze narzędzie: motykę. Anunnaki powiązani są także z przekazami o budowie świątyń: w inskrypcjach Gudei ta grupa bogów patronowała powstawaniu świątyni w Girsu, a w Enuma elisz Marduk zlecił im zbudowanie Esagili w Babilonie. Prawdopodobnie można im przypisać funkcje opiekuńcze wobec przynajmniej niektórych miast (Lagasz, Eridu, być może także Nippur) oraz dbałość o dobrostan ludzkości: w niektórych źródłach łączone są bowiem z urodzajem i przywracaniem stanu równowagi. Z drugiej strony Anunnaki z Eposu o Gilgameszu pomogli innym bogom w sprowadzeniu na ludzi potopu, choć jednocześnie opłakiwali zagładę ludzkości.
Ich najczęściej podkreślaną w źródłach prerogatywą było „ustanawianie losów” – tak bogów, jak i zwykłych ludzi. W tekście mitologicznym o ataku na świątynię Ninurty w Nippur Anunnaki mają przesłuchać pokonanych bogów z tejże świątyni. W opisie świątyni Ningirsu Gudea wspomina o zewnętrznym pomieszczeniu przeznaczonym do sprawowania sądów przez Anunnaki. W micie o Enkim Anunnaki, jako „ustalający losy”, zakładają siedziby w sanktuarium Enkiego, które ma wznieść się ku niebu, w dalszej części mitu Enki tworzy dla Anunnaki siedziby w miastach. Według innych przekazów Anunnaki zamieszkują Czyste/Święte Wzgórze lub Las Cedrowy, który lokalizowano w górach Libanu.
Anunnaki pojawiają się również w kompozycjach na instrument balag; przywoływani są w celu uśmierzenia gniewu innych bóstw.

## Anunnaki jako bogowie chtoniczni
Od okresu starobabilońskiego Anunnaki coraz częściej pojawiali się w roli bóstw chtonicznych. W sumeryjskiej wersji Zejścia Inanny do Świata Podziemnego siódemka Anunnaki pełni funkcję sędziów wydających wyrok na Inannę. W akadyjskiej wersji tego mitu Anunnaki zamieszkują świat podziemny i piją jego wodę. Na rozkaz Ereszkigal zostali posadzeni na złotych tronach w pałacu ozdobionym perłami. Również w micie o Errze Anunnaki mieszkają w Podziemiu, a w wyjątkowych okolicznościach mogą stanowić zagrożenie dla świata żywych. Według tekstów zaklęć to Anunnaki prowadzili zmarłego do świata podziemnego i przeprowadzali nad nim sąd. Zmarły natomiast wygłaszał przed Anunnaki określone formuły, wręczał im figurki apotropaiczne i dary.
Anunnaki występują także w roli adresatów zaklęć związanych z uwięzieniem czarownic w świecie podziemnym: obok innych bogów mieli on moc „związania” czarownika, jak i siłowego przeprowadzenia go przez bramy Podziemia. W tekstach magicznych Anunnaki są również pośrednikami w kontaktach z duchami zmarłych.

## Kult
Nic nie wiadomo o osobnych świątyniach przeznaczonych do kultu Anunnaki, prawdopodobnie dlatego, że poszczególni bogowie wchodzący w skład tej grupy mieli swoje osobne miejsca kultu. Wiadomo jednak, że Anunnaki byli adresatami modlitw i ofiar. Według mitu o Errze ludzie zostali stworzeni właśnie w celu składania ofiar dla Anunnaki. Lista ofiar z okresu Ur III wskazuje, że składano im ofiary roślinne. W zaklęciach Anunnaki otrzymywali ofiary kispu, czyli ofiary przeznaczone dla zmarłych przodków, które składano pod koniec miesiąca Abu (przypadającego na sierpień). Ofiary kispu dla Anunnaki pojawiają się również w późnym tekście z okresu seleukidzkiego opisującym rytuał przeprowadzany w związki z zaćmieniem księżyca. Bardzo mała liczba tekstów nieliterackich (np. administracyjnych), w których pojawiają się Anunnaki, wskazuje na ograniczoną rolę kultu tej grupy bogów. Adam Falkenstein zauważył ponadto, że forma „Anunnaki” nigdy nie pojawia się jako człon w imionach osobowych, co wskazuje na znikomą rolę tych bogów w prywatnej religijności.